# MAX IV

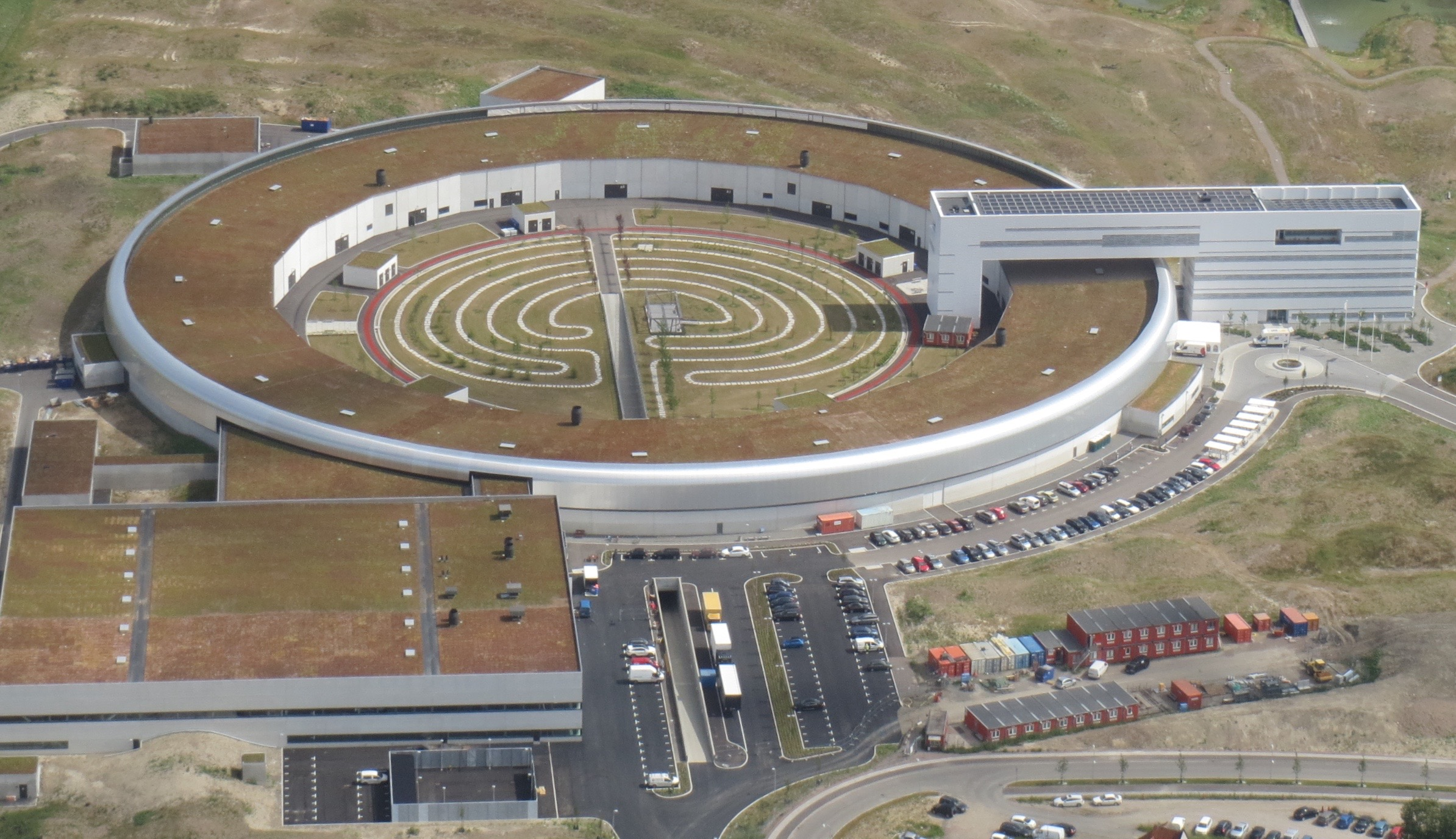
MAX IV (2016)

MAX IV ist eine nationale Großforschungsanlage in der schwedischen Stadt Lund. Das Institut betreibt selbst entwickelte Elektronenbeschleunigeranlagen zur Erzeugung von Synchrotronstrahlung sowie die Strahllinien und Instrumente zur Nutzung der erzeugten Ultraviolett- und Röntgenstrahlung in der naturwissenschaftlichen Analytik.

## Geschichte und Vorläufer
Bereits in den 1960er Jahren wurde in Lund ein erstes Synchrotron entwickelt und gebaut. Die Anlage namens LUSY war für Kern- und Teilchenphysik konstruiert und wurde mit einer Elektronenenergie von 1,2 GeV betrieben. 1972 wurde sie stillgelegt. Um angesichts fehlender Anschlussfinanzierung auf nationaler Ebene dennoch wenigstens teilweise die Aktivitäten des Standorts im Bereich der Teilchen- und der Beschleunigerphysik aufrechtzuerhalten, bewilligte die Universität Lund den Neubau einer deutlich kleineren Anlage für kernphysikalische Experimente, die aus verschiedenen Quellen finanziert wurde. Zunächst wurde ein Mikrotron (100 MeV) gebaut und 1979 in Betrieb genommen. Nachbauten dieser Anlage wurden später an mehreren Orten zur Krebstherapie, für materialwissenschaftliche Versuche und als Injektoren für Synchrotronstrahlungsquellen verwendet.
Der Bau eines später als MAX I bezeichneten Elektronenspeicherrings begann nach der Fertigstellung des Mikrotrons. Dieses wurde als Injektor für die neue Anlage benutzt. MAX I ging 1986 in Betrieb. Seine Elektronenenergie betrug 550 MeV, und an dem Ring wurde bereits Synchrotronstrahlung genutzt. Von 1987 bis 2015 trug das Labor die Bezeichnung MAX-lab.
1989 wurde der Bau des größeren Speicherrings MAX II mit 1,5 GeV Energie bewilligt, der 1995 zum ersten Mal einen Elektronenstrahl speicherte. MAX I wurde auch nach der Indienststellung von MAX II weiter betrieben und diente unter anderem als Booster zur Injektion von Elektronen in den MAX-II-Ring. Ein neuer Injektor für MAX I ersetzte das Mikrotron.
Um das Jahr 2000 wurde zur Entlastung von MAX II und als Ersatz für MAX I der Bau des neuen Speicherrings MAX III (700 MeV) beschlossen. Zu dieser Zeit bestanden bereits erste Pläne für den größeren Ring MAX IV, dem MAX III unter anderem als Prototyp und Technologieträger dienen sollte.
2008 wurde die Vorprojektstudie (Conceptual Design Report) für MAX IV veröffentlicht. Sie sah zwei von einem Linearbeschleuniger gespeiste Elektronenspeicherringe vor, von denen einer für eine Elektronenenergie von 1,5 GeV, der andere für 3 GeV ausgelegt war. Die Inbetriebnahme des Linearbeschleunigers begann im August 2014, diejenige des 3-GeV-Ringes im August 2015. 2018 waren beide Speicherringe im Normalbetrieb. Die erste Strahllinie ging 2017 in den Nutzerbetrieb.
Der 1,5-GeV-Ring wurde in zweifacher Ausfertigung gebaut. Während das eine Exemplar bei MAX IV eingesetzt wird, bildet das andere den wesentlichen Teil der polnischen Synchrotronstrahlungsquelle Solaris in Krakau. Wegen der begrenzten Erfahrung in Beschleunigerphysik in Krakau hatte die dortige Jagiellonen-Universität eine dementsprechende Zusammenarbeit mit den schwedischen Partnern in die Wege geleitet.

## Lage
MAX IV befindet sich am nordöstlichen Rand Lunds; das Areal der Anlage wird im Nordwesten von der Schnellstraße Europaväg 22 begrenzt. In unmittelbarer Nähe nordöstlich von MAX IV befindet sich die Europäische Spallationsquelle, eine weitere Großforschungseinrichtung zur Materialanalyse.

## Technik

### Beschleuniger

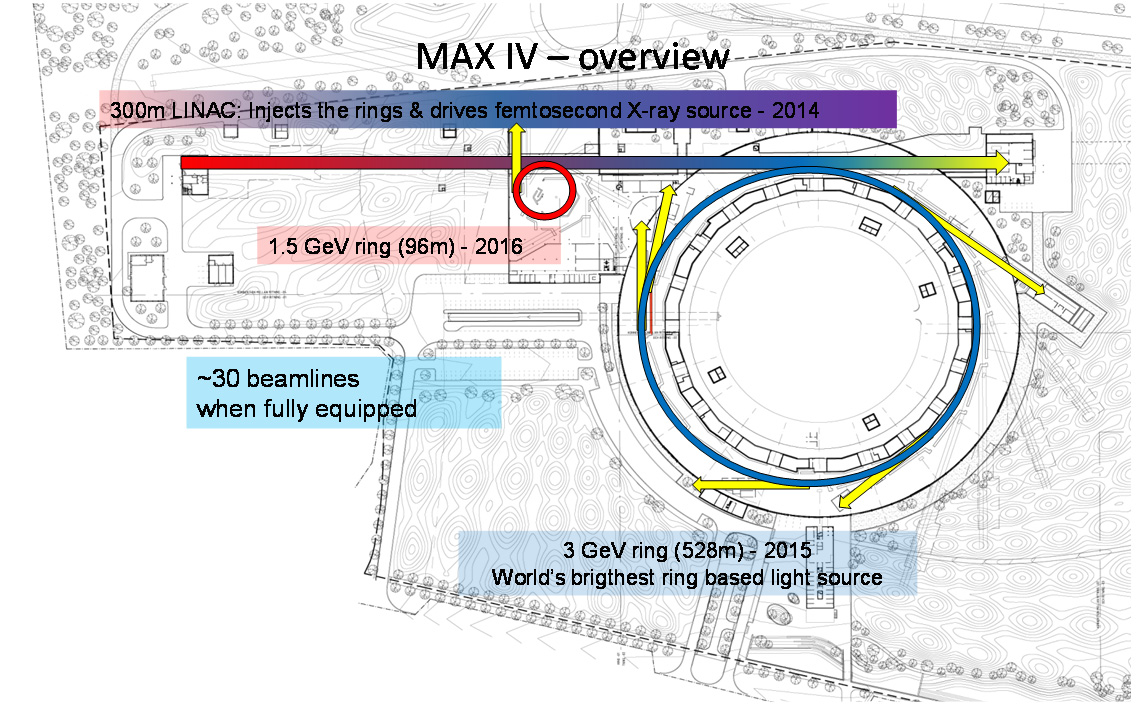
Grundriss der Beschleunigeranlagen

Die Anlage MAX IV besteht aus zwei Elektronenspeicherringen. Als Injektor dient ein 300 m langer Linearbeschleuniger, der die Elektronen auf die volle von den Speicherringen benötigte Energie bringt.
Die gewählte Beschleunigertechnologie beruhte auf den Erfahrungen mit den zuvor in Lund entwickelten und gebauten Anlagen. Bei der Konstruktion wurde Priorität auf eine extrem kleine Emittanz des Elektronenstrahls gelegt, dies ermöglicht eine hohe Brillanz der erzeugten Photonenstrahlen. Zu diesem Zweck wurde ein bereits in den 1990er Jahren von dem deutschen Beschleunigerphysiker Dieter Einfeld vorgeschlagenes Prinzip der Elektronenoptik bzw. der in dieser verwendeten Magnetstrukturen verwendet, das als Multiple Bend Achromat (MBA) bekannt ist.
Mit dieser Technik wurde MAX IV zur ersten Synchrotron-Röntgenquelle weltweit, die als „diffraktionsbegrenzt“ galt (englisch Diffraction-limited Storage Ring, DLSR), d. h. bei der die Emittanz der Photonenstrahlen an den Strahllinien nur durch intrinsische Eigenschaften des Lichts begrenzt ist und nicht durch die Emittanz des Elektronenstrahls.
Der kleinere der beiden Speicherringe hat einen Umfang (Länge der Elektronenumlaufbahn) von 96 m. Er wird mit einer Elektronenenergie von 1,5 GeV betrieben. Der größere, mit 3 GeV betriebene Ring hat einen Umfang von 528 m. Er benutzt die MBA-Technik. Um die hohen Anforderungen an die Qualität des Ultrahochvakuums in der Elektronenstrahlkammer trotz deren geringen Querschnitts zu erfüllen, sind alle Innenwände der Kammer mit einem als Non Evaporable Getter (NEG) bezeichneten Material beschichtet, das als Fangstoff für Restgasmoleküle bzw. -ionen dient. Die Emittanz des Elektronenstrahls beträgt 320 pm·rad in der horizontalen und 180 pm·rad in der vertikalen Dimension.

### Strahllinien

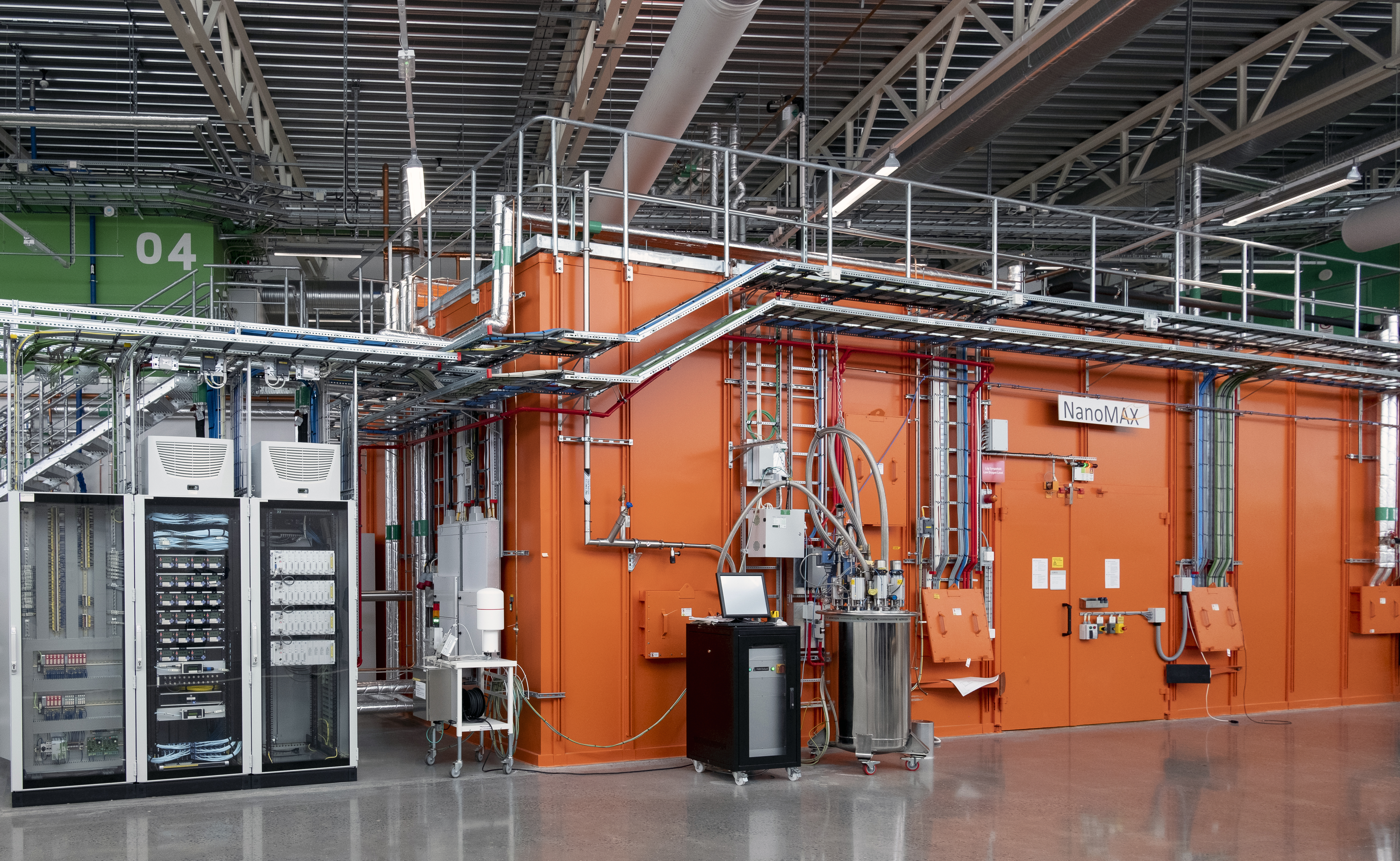
Strahlenschutz-„Hütte“ einer Strahllinie am 3-GeV-Ring

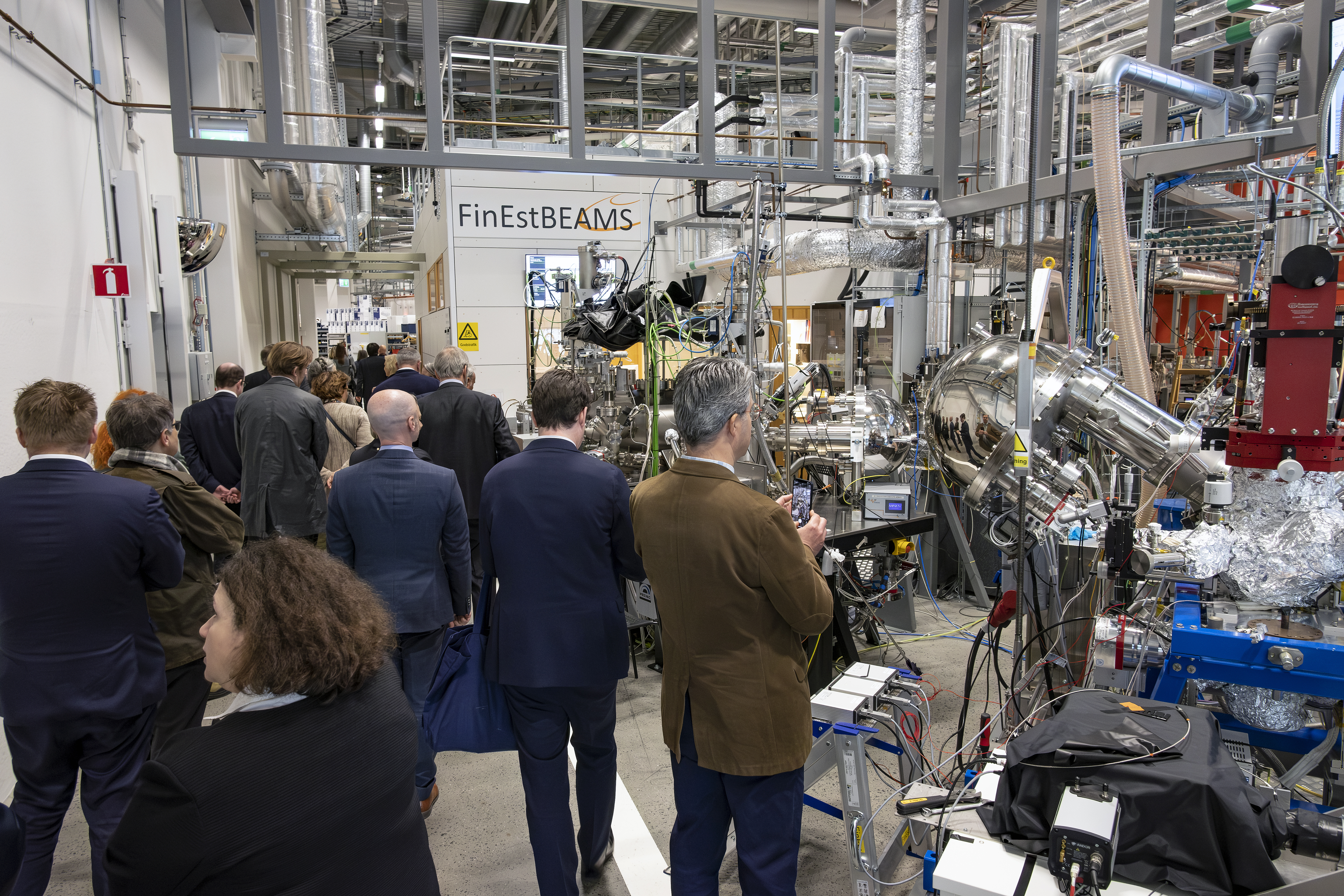
Strahllinie in der Experimentierhalle des 1,5-GeV-Rings

Mit Stand vom Mai 2024 sind an MAX IV 16 Strahllinien in Betrieb. Fünf davon werden an dem kleineren 1,5-GeV-Speicherring betrieben; sie liefern Photonenstrahlen im Energiebereich von 4 eV (Wellenlänge ca. 300 nm) bis 1500 eV, also vom nahen Ultraviolett bis zur weichen Röntgenstrahlung. Die 11 Undulator-Strahllinien an dem 3-GeV-Ring liefern Röntgenstrahlung mit Photonenenergien von etwa 250 eV bis 40 keV. Technisch möglich ist der Bau 14 weiterer Strahllinien, fünf an dem kleinen und neun an dem großen Ring.
Die angebotenen analytischen Techniken an den Strahllinien umfassen das Spektrum spektroskopischer, bildgebender und auf Streuung oder Beugung basierender Verfahren zur Oberflächen- und Materialanalyse, die auch an anderen Synchrotronstrahlungsquellen nutzbar sind, darunter Röntgenphotoelektronenspektroskopie, Röntgenabsorptionsspektroskopie, Kristallstrukturanalyse, Röntgen-Kleinwinkelstreuung, Röntgenmikroskopie und andere bildgebende Verfahren mit mikroskopischer Auflösung.

## Organisation

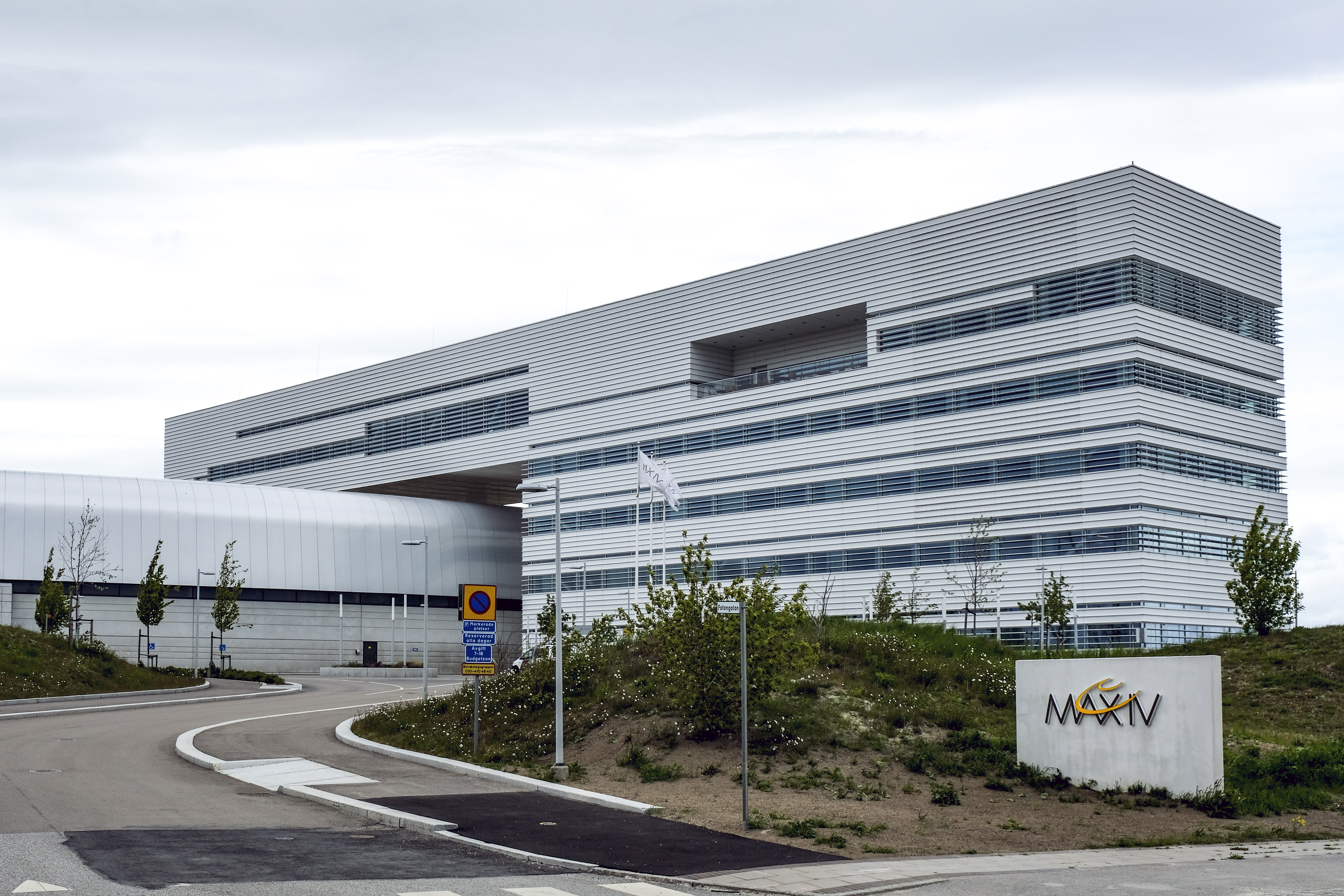
Hauptgebäude MAX IV

MAX IV ist eine User facility, d. h. sein Hauptzweck ist es, die eigenen Anlagen externen Forschungsgruppen für deren Arbeiten nutzbar zu machen. 2023 führten nach Angaben des Instituts mehr als 1700 auswärtige Forscher aus 34 Ländern bei MAX IV Experimente durch. 41 Prozent dieser Nutzer kamen von schwedischen Einrichtungen, weitere 23 % aus anderen nordischen Ländern. Das Institut selbst beschäftigt über 300 Personen (294 Vollzeitäquivalente im Jahr 2023).
MAX IV ist eine nationale Forschungseinrichtung, die von der Universität Lund betrieben wird. Die Universität ist auch das Rechtssubjekt, dem MAX IV angehört. Mission und Organisationsstruktur von MAX IV sind niedergelegt in einer Übereinkunft aus dem Jahr 2010 zwischen der Universität Lund, dem Schwedischen Wissenschaftsrat (Vetenskapsrådet, VR) und der schwedischen Regierungsbehörde für die Verwaltung der Forschungsförderung, Vinnova, sowie in einer zugehörigen Vereinbarung zwischen der Region Skåne und der Universität aus demselben Jahr.